# Barry Howard (cầu thủ bóng đá)
Barry Peter Howard (sinh ngày 9 tháng 2 năm 1950 ở Ashton-under-Lyne) là một cựu cầu thủ bóng đá chuyên nghiệp người Anh thi đấu ở Football League, với vị trí tiền đạo.